# 利索瓦波利亞納 (蘇梅州)
52°8′51″N 33°55′32″E / 52.14750°N 33.92556°E
利索瓦波利亞納（烏克蘭語：Лісова Поляна）是位於烏克蘭東北部的村莊，由蘇梅州紹斯特卡區的中布達市鎮負責管轄。該村處於茲諾比夫卡河左岸，距離代姆琴科韋和羅馬什科韋1.5公里，海拔高度181米，2001年人口9。